# Cryptocephalus pinicolus
Cryptocephalus pinicolus är en skalbaggsart som beskrevs av Schaeffer 1920. Cryptocephalus pinicolus ingår i släktet Cryptocephalus och familjen bladbaggar. Inga underarter finns listade i Catalogue of Life.